# Vevčani (kommun)
Vevčani (makedonska: Вевчани) är en kommun i Nordmakedonien. Den ligger i den västra delen av landet, 110 km sydväst om huvudstaden Skopje. Antalet invånare är 2 433. Arean är 22,8 kvadratkilometer. Huvudort är Vevčani.